# Vladimir Marín
Vladimir Marín Ríos (ur. 26 września 1979 w Rionegro) – kolumbijski piłkarz grający na pozycji lewego pomocnika. Obecnie trener.

## Kariera klubowa
Karierę piłkarską Marín rozpoczął w klubie Deportivo Rionegro. W 1999 roku zadebiutował w jego barwach w pierwszej lidze kolumbijskiej. W zespole Deportivo występował przez dwa sezony, nie osiągając znaczących sukcesów.
W połowie 2001 roku Marín przeszedł z Deportivo do boliwijskiego Club Jorge Wilstermann z miasta Cochabamba. W lidze boliwijskiej grał przez 3,5 roku. W 2005 roku odszedł do brazylijskiego Athletico Paranaense z Kurytyby. W 2006 roku wrócił do Kolumbii i grał w Atlético Nacional, a na początku 2007 trafił na pół sezonu do argentyńskiego CA Independiente.
W 2007 roku Marín ponownie zmienił klub i trafił do Paragwaju, do klubu Club Libertad. Już w pierwszym sezonie wywalczył mistrzostwo Paragwaju. Wraz z Libertad wywalczył także mistrzostwo fazy Apertura w 2008 roku, a także fazy Clausura w 2008 i 2010 roku. W sezonie 2009/2010 przebywał na wypożyczeniu w meksykańskim Deportivo Toluca, z którym wygrał Torneo Bicentenario.
W 2011 roku Marín podpisał kontrakt z Olimpią Asunción.
| Sezon   | Klub                   | Kraj      | Rozgrywki        | Mecze | Bramki |
| ------- | ---------------------- | --------- | ---------------- | ----- | ------ |
| 1999    | Deportivo Rionegro     | Kolumbia  | Copa Mustang     | 10    | 0      |
| 2000    | Deportivo Rionegro     | Kolumbia  | Copa Mustang     | 14    | 1      |
| 2001    | Deportivo Rionegro     | Kolumbia  | Copa Mustang     | 19    | 2      |
| 2001    | Club Jorge Wilstermann | Boliwia   | Primera División | 14    | 3      |
| 2002    | Club Jorge Wilstermann | Boliwia   | Primera División | 24    | 0      |
| 2003    | Club Jorge Wilstermann | Boliwia   | Primera División | 42    | 7      |
| 2004    | Club Jorge Wilstermann | Boliwia   | Primera División | 42    | 9      |
| 2005    | Athletico Paranaense   | Brazylia  | Série A          | 11    | 0      |
| 2006    | Atlético Nacional      | Kolumbia  | Copa Mustang     | 30    | 4      |
| 2006/07 | Independiente          | Argentyna | Primera División | 12    | 1      |
| 2007    | Club Libertad          | Paragwaj  | Primera División | 33    | 13     |
| 2008    | Club Libertad          | Paragwaj  | Primera División | 32    | 13     |
| 2009    | Club Libertad          | Paragwaj  | Primera División | 16    | 6      |
| 2009/10 | Deportivo Toluca       | Meksyk    | Primera División | 29    | 2      |
| 2010    | Club Libertad          | Paragwaj  | Primera División | 20    | 3      |
| 2011    | Club Olimpia           | Paragwaj  | Primera División |       |        |

## Kariera reprezentacyjna
W reprezentacji Kolumbii Marín zadebiutował w 2006 roku. W 2007 roku został powołany do kadry na Copa América 2007. Tam wystąpił we 2 meczach: z Paragwajem (0:5) i ze Stanami Zjednoczonymi (1:0).

## Sukcesy
- Primera División (Paragwaj) (4)

Libertad: 2007, 2008 (Apertura), 2008 (Clausura), 2010 (Clausura)
- Primera División (1)

Toluca: 2009/2010 (Torneo Bicentenario)